# NGC 4580
NGC 4580 је спирална галаксија у сазвежђу Девица која се налази на NGC листи објеката дубоког неба.
Деклинација објекта је + 5° 22' 5" а ректасцензија 12h 37m 48,3s. Привидна величина (магнитуда) објекта NGC 4580 износи 11,3 а фотографска магнитуда 12,3. Налази се на удаљености од 25,6000 милиона парсека од Сунца. NGC 4580 је још познат и под ознакама UGC 7794, MCG 1-32-117, CGCG 42-183, VCC 1730, IRAS 12352+0538, PGC 42174.